# Station Babadan
Babadan is een spoorwegstation in Madiun in de Indonesische provincie Oost-Java.